# Cleistanthus xerophilus
Cleistanthus xerophilus är en emblikaväxtart som beskrevs av Karel Domin. Cleistanthus xerophilus ingår i släktet Cleistanthus och familjen emblikaväxter.
Artens utbredningsområde är Queensland. Inga underarter finns listade i Catalogue of Life.